# Cantón de Bessines-sur-Gartempe
El cantón de Bessines-sur-Gartempe era una división administrativa francesa, que estaba situada en el departamento de Alto Vienne y la región de Limusín.

## Composición
El cantón estaba formado por cinco comunas:
- Bessines-sur-Gartempe
- Folles
- Fromental
- Razès
- Saint-Pardoux

## Supresión del cantón de Bessines-sur-Gartempe
En aplicación del Decreto n.º 2014-194 de 20 de febrero de 2014, el cantón de Bessines-sur-Gartempe fue suprimido el 22 de marzo de 2015 y sus 5 comunas pasaron a formar parte del nuevo cantón de Ambazac.